# Bonnefond
Bonnefond é uma comuna francesa na região administrativa da Nova Aquitânia, no departamento de Corrèze. Estende-se por uma área de 45,06 km². Em 2010 a comuna tinha 114 habitantes (densidade: 2,5 hab./km²).